# Bangalaia molitor
Bangalaia molitor är en skalbaggsart som beskrevs av Jordan 1903. Bangalaia molitor ingår i släktet Bangalaia och familjen långhorningar.
Artens utbredningsområde är Malawi. Inga underarter finns listade.